# 驗屍官 (電影)
《驗屍官》（英語：The Autopsy of Jane Doe）是一部2016年由安德烈·歐弗蘭多執導的超自然恐怖電影，也是他的首部英語電影。影片由布萊恩·考克斯和艾米爾·荷許飾演一對父子驗屍官，他們在檢查一具身份不明的女性屍體（由奧爾雯·凱莉飾演）時，經歷了一系列超自然現象。 
這部電影於2016年9月9日在多倫多國際電影節首映，2016年12月21日由IFC Midnight發行，全球票房收入600萬美元。爛番茄的影評共識稱其為「一部聰明、充滿暗示性的恐怖驚悚片」。 

## 劇情
在維吉尼亞州格蘭瑟姆郡，一具身份不明的年輕女性屍體出現在一樁無法解釋的多重兇殺案現場。現場沒有發現強行闖入的跡象，並且判斷受害者當時正試圖逃離發生兇殺案的房屋。在地下室發現了一具半掩埋的「無名氏」（Jane Doe），警長將其送到當地的驗屍官湯米·蒂爾登及其兒子奧斯汀那裡。奧斯汀推遲了與女友艾瑪的約會，幫助父親處理這具無名氏屍體，承諾稍後會與她見面。 
湯米和奧斯汀在檢查屍體時很快就被線索所困惑：無名氏的腰部有跡象表明她一生中大部分時間都穿著束腰，儘管這種時尚在幾個世紀前就已經過時了；由於尸僵的缺乏以及靜脈中仍然流動的血液，死亡時間無法確定，這表明她剛死，但她的眼睛混濁又表明她已經死了好幾天了。屍體外部沒有明顯的創傷跡象，但她的手腕和腳踝骨折，舌頭被割掉，一顆大臼齿失蹤，肺部發黑，彷彿遭受了三度烧伤，而她的內臟則顯示出無數的刀傷疤痕。她的胃裡還發現了曼陀罗，一種原產於新英格蘭的麻痺劑。
接著發生了其他神秘事件。收音機自動換台，奧斯汀以為看到有人站在殮房的主走廊裡。他去調查時，發現他們的貓受了致命傷。湯米仁慈地殺死了貓，不情願地火化了屍體。繼續驗屍時，他在女人的胃裡發現了她失蹤的牙齒，用一塊布包著。這塊布上有罗马数字、字母和一個奇怪的圖案。類似的符號也畫在她的皮膚內側。房間裡的燈突然爆炸了。混亂中，他們發現殮房裡的其他屍體都消失了。他們試圖離開，卻發現電梯無法運作，唯一出口也被一棵倒下的樹擋住了。當湯米去洗手間時，一個看不見的人在他身上留下了瘀傷。
湯米和奧斯汀開始真正感到恐懼，將這些事件歸因於無名氏。他們回到驗屍室繼續檢查她，門卻自動鎖上。奧斯汀用應急斧頭砍門，透過一個開口，他和湯米看到了其中一具失蹤屍體的可怕臉孔，顯然已經活過來了。他們無法到達火葬爐，於是使用燃料在檢查室內點燃了無名氏。火勢迅速蔓延；湯米用滅火器撲滅了火，但不安地發現屍體沒有被燒毀。當電梯重新啟動時，湯米和奧斯汀再次試圖逃跑，但門無法關閉。驚慌失措的湯米用斧頭攻擊他認為是其中一具復活屍體的東西。當他和奧斯汀走出電梯時，他們發現他殺死了回來見奧斯汀的艾瑪。
他們確信無名氏一直在阻止他們發現她真正的死因，於是回到檢查室。令他們驚訝的是，屍體的神經元仍然活躍，這意味著從生物學的角度來說她還活著。對那塊布的進一步檢查確定，上面的標記指的是《利未記》20:27（無論男女，是交鬼的或行巫術的，總要治死他們，人必用石頭把他們打死，罪要歸到他們身上），以及1693年，塞勒姆审巫案的日期。湯米推斷，塞勒姆當局在試圖懲罰女巫時，反而將一個無辜的女人變成了一個女巫，使她長生不死，即使她看似已死，卻能感受到身體承受的所有痛苦。 
湯米將自己獻給屍體作為犧牲，並懇求她饒過奧斯汀。他的腳踝和手腕碎裂，如同無名氏的傷口。當傷口施加在湯米身上時，屍體自身的傷口開始癒合，她的眼睛也恢復了原來的顏色。當湯米伸手去拿刀割下自己的舌頭以完成儀式時，奧斯汀刺了他父親的胸部以結束他的痛苦。奧斯汀以為聽到警長在外面，便走上前去，卻意識到那個聲音是另一種幻覺。被湯米行屍走肉的幻象嚇到，奧斯汀絆倒欄杆，摔落致死。
第二天早上，警察到達，對又一個無法解釋的犯罪現場感到困惑。沒有任何創傷跡象的無名氏被送往維吉尼亞聯邦大學。在救護車行駛途中，收音機自動打開，無名氏的腳趾抽動了一下。

## 演員
- 艾米爾·荷許 飾演 奧斯汀·蒂爾登
- 布萊恩·考克斯 飾演 湯米·蒂爾登
- 奧菲利亞·拉維邦德 飾演 艾瑪·羅伯茨
- 邁克爾·麥克爾哈頓 Michael McElhatton 飾演 謝爾頓·伯克警長
- 奧爾雯·凱莉 Olwen Kelly 飾演 無名氏
- 簡·佩里 Jane Perry 飾演 韋德中尉
- 帕克·索耶斯 Parker Sawyers 飾演 科爾警官
- 瑪麗·杜迪 Mary Duddy 飾演 艾琳·丹尼爾斯
- 馬克·菲尼克斯 Mark Phoenix 飾演 路易斯·坦尼斯

## 製作
在《追擊巨怪》取得成功後，導演歐弗蘭多表示他想「證明一些東西」——特別是他可以拍出比偽紀錄片風格更多的電影。他指出：「那是一種非常特定的風格，你需要專門為那個專案投入。」《招魂》為歐弗蘭多帶來了靈感，他說：「那是一部非常經典的恐怖電影，在所有這些電影都試圖嘗試各種不同風格的時候出現，然後突然間，它就像回歸了基礎。」看完這部電影後，歐弗蘭多告訴經紀公司他想「找到一個純粹的恐怖劇本」，最終讓他收到了《驗屍官》的劇本。這一劇本之前曾出現在年度「黑名單」上。
馬田·辛最初被選定飾演湯米，但後來退出了。儘管影片中使用了一些假體，但屍體的角色大部分是由女演員奧爾雯·凱莉飾演的。歐弗蘭多覺得有必要讓一位女演員來扮演這個角色，以幫助觀眾在情感層面上產生共鳴。從某種程度上來說，這個決定也是實際考量，因為奧弗雷達爾認為用假體拍攝某些特寫鏡頭是不可能的。歐弗蘭多說，凱莉在這部電影中的角色是最困難的，他讚揚她讓片場的所有人都感到自在。凱莉是第一個接受這個角色面試的人。歐弗蘭多說，他們之後又進行了進一步的面試，但他立刻就知道她非常適合這個角色。她被選中的原因之一是她對瑜伽的了解，幫助她控制自己的身體和呼吸。這部電影於2015年3月30日在英國伦敦開始製作。
影片在肯特郡塞灵的Home Farm取景拍攝，這裡同時作為蒂爾登家外部和廚房的場景。

## 發行
《驗屍官》於2016年9月9日在多倫多國際電影節首映，2016年12月21日在美國上映。

## 反響
评论汇总网站爛番茄報告稱，在110位受訪評論家中，86%的人對該片給予正面評價；平均評分為7/10。網站的影評共識寫道：「《驗屍官》顛覆了其片名所引發的血腥預期，呈現了一部聰明、充滿暗示性的恐怖驚悚片，鞏固了導演安德烈·歐弗蘭多日益增長的聲譽。」Metacritic根據20位評論家的意見，給予其加權平均分65分（滿分100分），表示「普遍好評」。
《綜藝》的丹尼斯·哈維稱其為「一部緊張而又常常帶有狡黠幽默的恐怖片」，儘管他表示高潮部分不盡如人意。《荷里活報道》的史蒂芬·道爾頓雖然讚揚了演技，但稱這部電影是藝術電影和剝削電影之間「不盡人意的妥協」。《奧斯汀紀事》的理查德·惠特克寫道，歐弗蘭多「營造了一種險惡的幽閉恐懼感」，然後「優雅而令人不安地解開了謎團」。Bloody Disgusting的喬·利普塞特給予其5/5星的評價，寫道：「歐弗蘭多巧妙地平衡了必要的血腥、一些恰到好處的跳嚇和一種不祥的厄運感。」Dread Central的艾瑞·德魯評論說這部電影「大致成功」。德魯讚揚了演技，但批評了影片結尾附近的解釋和劇本。
作家斯蒂芬·金對這部電影表示支持。爛番茄將這部電影列入其「爛番茄評分前100名最佳殭屍電影」榜單。